# Microsoft Flight Simulator 2024
Microsoft Flight Simulator 2024 est un jeu vidéo de simulation de vol développé par Asobo Studio et publié par Xbox Game Studios. Successeur de Microsoft Flight Simulator (2020), ce nouvel opus de l'une des plus fameuses franchises de simulation au monde sorti le 19 novembre 2024 sur Microsoft Windows et Xbox Series,.
Annoncé lors du Xbox Showcase 2023 le 11 juin 2023, le titre bénéficie de nouveautés telles que la présence d'un système de missions dans un mode carrière. Il est exécuté à l'aide du moteur interne d'Asobo Studio.

## Système de jeu
Flight Simulator 2024 reprend les codes du précédent jeu. On y retrouve alors le vol libre, le Marketplace (lieu pour acheter des avions ou des aéroports), ou encore des activités de décollage, d'atterrissage. Les  nouveautés sont les défis photos, dans lesquels le joueur devra survoler une partie du continent, se poser quelque part et effectuer des photos de la faune et la flore. On retrouve également un mode carrière dans lequel les joueurs devront passer leurs licences au fur et à mesure afin de progresser et de bâtir leur empire aéronautique. Pour passer ces licences, le joueur devra dépenser de l'argent qui se gagnera virtuellement dans le jeu à travers des missions.
Le jeu est une version à part entière du jeu original de 2020, mais Microsoft a déclaré que « pratiquement tous » les addons achetés sur le marché en ligne de Microsoft Flight Simulator fonctionnent avec la version de 2024. Il n'est pas clair si les addons tiers externes fonctionneront. La société a décrit les nouvelles missions et avions comme faisant partie d'un mode carrière. Microsoft Flight Simulator 2024 aura une sacoche de vol électronique, un moteur physique amélioré avec un meilleur contrôle de la dynamique de vol des addons, l'amélioration des systèmes et de l'avionique électriques, pneumatiques, hydropneumatiques et hydrauliques des aéronefs ainsi que le multithreading pour de meilleures performances.
Ces missions comprennent entre autres :
- La lutte aérienne contre les incendies
- La recherche et le sauvetage aériens
- Le transport de fret par hélicoptère
- Service ambulancier aérien
- L'épandage aérien en avion agricole
- Le sauvetage en montagne
- Le parachutisme
- La construction avec une grue volante
- Le transport de fret hors gabarit avec l'Airbus Beluga
- Le transport de fret arctique avec l'Airbus A400M
- Service de location VIP et le transport exécutif
- Les courses aériennes
- Pilotage de planeur
- La reconnaissance météorologique
- Les essais d'avions expérimentaux
- Le vol d'entraînement en rase-motte avec l'A-10 Warthog

## Aéronefs
Les nouveaux types d'aéronef incluent les planeurs, les dirigeables, les montgolfières, et les avions de ligne. Les nouvelles caractéristiques environnementales incluent la neige, les tornades, les aurores boréales, la migration et les troupeaux d'animaux, le suivi marin et aérien en direct, les quatre saisons et de meilleurs rapports sur le trafic au sol. Parmi les appareils les plus attendus, on retrouve l'A330, l'A321LR, le ES-30 de Heart Aerospace, le Twin-Otter ou encore le B737MAX pour l'aviation de ligne. Concernant le fret, qui est un domaine nouveau car très peu développé dans le précédent opus, on peut retrouver l'Airbus Beluga, l'A400M, Le Boeing Dreamlifter et le C-17. Enfin, le monde des hélicoptères sera très représente avec la présence de l'Airbus H125, H225 et le CH470 Chinook.

### Liste complète des aéronefs[9]

#### Aviator Edition
| Nom du fabricant                | Nom du modèle          |
| ------------------------------- | ---------------------- |
| Aero                            | Ae-45/Ae-145           |
| Antonov                         | An-2                   |
| Antonov                         | An-225                 |
| ATR                             | 42-600/72-600          |
| Beechcraft                      | Bonanza V35            |
| Beechcraft                      | Model 17 Staggerwing   |
| Beechcraft                      | Model 18 Twin Beech    |
| Bell Helicopter                 | 47J Ranger             |
| Boeing                          | 307 Stratoliner        |
| Boeing                          | 707-320C               |
| Cessna                          | 195 Businessliner      |
| Cessna                          | 207T                   |
| Curtiss                         | C-46 Commando          |
| De Havilland Canada             | DHC-4 Caribou          |
| Dornier                         | Do J Wal               |
| Dornier                         | Do 31                  |
| Dornier                         | Do X                   |
| Douglas Aircraft Company & Waco | C-47D Skytrain & CG-4A |
| Focke-Wulf                      | FW 200 Condor          |
| Fokker                          | F.VII                  |
| Ford                            | 4AT Trimotor           |
| Granville                       | Gee Bee R2/Z           |
| Junkers                         | F13                    |
| Junkers                         | JU 52                  |
| Latécoère                       | Latécoère 631          |
| Mitsubishi                      | MU-2                   |
| Saab                            | 17 B                   |
| Savoia-Marchetti                | S.55                   |
| Short                           | SC.7 Skyvan            |
| Westland                        | Scout / Wasp           |

#### Premium Deluxe Edition
| Nom du fabricant  | Nom du modèle              | Remarque  |
| ----------------- | -------------------------- | --------- |
| Airbus Helicopter | H225                       | Nouveauté |
| Beechcraft        | C90 GTX King Air           | Nouveauté |
| Boeing            | 747-400 Global Supertanker | Nouveauté |
| Boeing            | 747-400 LCE Dreamlifter    | Nouveauté |
| Boeing            | 787-10 Dreamliner          |           |
| Boeing            | C-17 Globemaster III       | Nouveauté |
| Boeing            | CH-47D Chinook             | Nouveauté |
| Cessna            | Citation Longitude         |           |
| Cirrus            | SR22                       |           |
| Pilatus           | PC-24                      | Nouveauté |
| Pipistrel         | Taurus M                   | Nouveauté |
| Pipistrel         | Virus SW 121               |           |
| Saab              | 340B                       | Nouveauté |
| Zlin              | Savage Norden              | Nouveauté |
| Zlin              | Shock Ultra                |           |

#### Deluxe Edition
| Nom du fabricant | Nom du modèle  | Remarque  |
| ---------------- | -------------- | --------- |
| Amphibian        | Albatross G111 | Nouveauté |
| Beechcraft       | Baron G58      |           |
| Cessna           | 152 Aerobat    |           |
| Cessna           | 172 Skyhawk    |           |
| Cessna           | 188 AGTruck    | Nouveauté |
| Cessna           | 404 Titan      | Nouveauté |
| Cessna           | 408 SkyCourier | Nouveauté |
| Diamond          | DA40 TDi       |           |
| Diamond          | DV20           |           |
| Dornier          | Seastar        | Nouveauté |

#### Standard Edition
| Nom du fabricant    | Nom du modèle          | Remarque  |
| ------------------- | ---------------------- | --------- |
| Aero Vodochody      | L-39                   |           |
| AeroElvira          | Optica                 | Nouveauté |
| Air Tractor         | AT-802                 |           |
| Airbus              | A310-300               |           |
| Airbus              | A320neo                |           |
| Airbus              | A321LR                 | Nouveauté |
| Airbus              | A330(-200,-300,-300PF) | Nouveauté |
| Airbus              | A330-743L Beluga XL    | Nouveauté |
| Airbus              | A400M Atlas            | Nouveauté |
| Airbus              | H125                   |           |
| Airship             | Skyship 600            | Nouveauté |
| Archer              | Midnight               | Nouveauté |
| Aviat               | Pitts Special S2S      |           |
| Beechcraft          | Bonanza G36            |           |
| Beechcraft          | King Air 350i          |           |
| Bell                | 407                    |           |
| Boeing              | 737 MAX 8              | Nouveauté |
| Boeing              | 747-8 and 747-8F       | Nouveauté |
| Boeing              | F/A-18E                |           |
| Cessna              | 152                    |           |
| Cessna              | 172 G1000i             |           |
| Cessna              | 208B                   |           |
| Cessna              | 400 Corvalis TT        | Nouveauté |
| Cessna              | Citation CJ4           |           |
| CGS                 | Hawk Arrow III         | Nouveauté |
| Cirrus              | Vision SF50            | Nouveauté |
| Cub Crafters        | NXCub                  |           |
| Cub Crafters        | XCub                   |           |
| Curtiss             | JN-4 Jenny             |           |
| Daher               | TBM 930                |           |
| De Havilland Canada | CL-415                 | Nouveauté |
| De Havilland Canada | DH-6 Twin Otter        | Nouveauté |
| DG Aviation         | DG-1001E               |           |
| DG Aviation         | LS8-18                 |           |
| Diamond             | DA-40 NG               |           |
| Diamond             | DA62                   |           |
| Douglas             | DC-3                   |           |
| Draco               | X                      |           |
| Erickson            | S-64 Aircrane          | Nouveauté |
| Extra               | 330LT                  |           |
| Fairchild           | A-10 Thunderbolt II    | Nouveauté |
| Flight Design       | CTSL                   |           |
| Grumman             | G-21A Goose            |           |
| Guimbal             | Cabri G2               |           |
| Heart               | ES-30                  | Nouveauté |
| Hot Air Balloon     | FlyDoo Hot Air Balloon | Nouveauté |
| FlyDoo              | Hot Air Balloon        |           |
| Hughes              | H-4 Hercules           |           |
| Icon                | A5                     |           |
| Jetson              | One                    |           |
| JMB                 | VL-3                   |           |
| Joby                | S43                    | Nouveauté |
| Magni               | M-24 Orion             | Nouveauté |
| MX                  | MXS-R                  | Nouveauté |
| North American      | P-51 Mustang           |           |
| North American      | T-6 Texan              |           |
| Pilatus             | PC-6 B2                |           |
| Pilatus             | PC-12 NGX              | Nouveauté |
| Powrachute          | Sky Rascal             | Nouveauté |
| Robin               | CAP 10                 |           |
| Robinson            | R66                    | Nouveauté |
| Ryan                | NYP Spirit of St Louis |           |
| Stemme              | S12G                   | Nouveauté |
| Volocopter          | VoloCity               |           |
| Wright              | Flyer                  |           |
| Zivko               | Edge 540               | Nouveauté |
| Zlin                | Savage Cub             |           |

## Développement
Microsoft Flight Simulator 2024 est annoncé le 11 juin 2023 lors du Xbox Showcase. Le jeu est en précommande sur le Microsoft Store et le site de Aerosoft le 19 septembre 2024, et le 26 septembre 2024 sur Steam.
Bien qu'étant un jeu basé sur l'utilisation du Cloud, le nouvel opus de la saga requiert l'utilisation d'un ordinateur puissant. De plus, son lien fort avec le cloud, nécessitera que le joueur ait une très bonne connexion à Internet (environ 100 Mbits). Enfin, contrairement à son prédécesseur, le jeu est indiqué comme pesant moins lourd au téléchargement avec seulement 50 Go de place prise contre 150 Go pour le jeu original de 2020.
À la sortie du jeu le 19 novembre, les équipes ont du travailler d'avantages sur le stabilité générale des serveurs, ces derniers étant surchargé par le flux de joueur se connectant en masse pour jouer au jeu à sa sortie. Le simulateur fut donc très durement jouable pendant près de 10 heures[réf. nécessaire].

## Accueil
- Gamekult : 7/10[14]